# Steuermann (Rudern)
Ein Steuermann (auch Steuerfrau, Steuerling oder im Plural Steuerleute) ist in bestimmten Bootsklassen im Kanu- und Rudersport ein Mitglied der Bootsbesatzung. Seine Beteiligung an der Fortbewegung des Bootes erfolgt über das Geben von Kommandos. Oft führt er das Boot unter Zuhilfenahme einer Steuereinrichtung. Er trägt für die Sicherheit der Mannschaft Sorge.
Im Kanurennsport und im Rennrudersport gibt der Steuermann bei Beobachtung des Rennverlaufs auch taktische Kommandos – wie Zwischenspurts oder eine Steigerung/Senkung der Schlagfrequenz – an die Sportler. Er feuert über das gesamte Rennen die Mannschaft an und gibt Informationen zur noch zu bewältigenden Strecke und zur Position der Mannschaft im Rennen. Beim Drachenboot ist die Renntaktik Aufgabe des Trommlers, der auch die Ansagen über eine Sprechanlage macht.
Bootsklassen mit Steuermann sind verschiedene Mannschaftsboote im Rudern, alle Drachenboote sowie der Achter-Canadier im Kanurennsport. In Booten ohne Steuermann übernimmt ein anderes Mannschaftsmitglied das Führen des Bootes.

## Rudersport

### Mindestgewicht
Bei Ruderregatten müssen Steuerleute ein Mindestgewicht von 55 kg vorweisen, um startberechtigt zu sein. Ein Untergewicht von bis zu 15 kg darf durch mitzuführende Zusatzgewichte ausgeglichen werden.

### Position

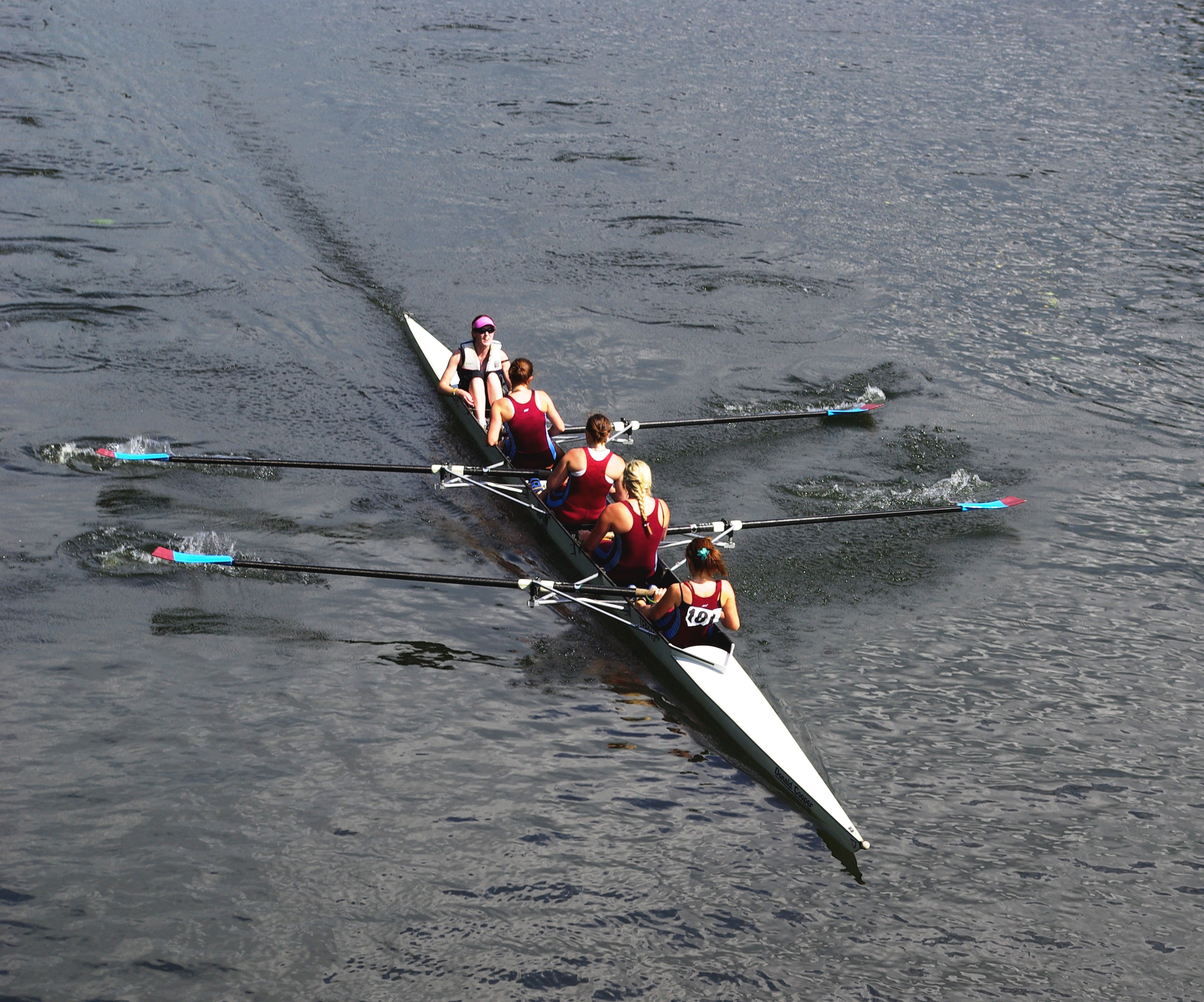
Vierer mit Steuerfrau im Heck

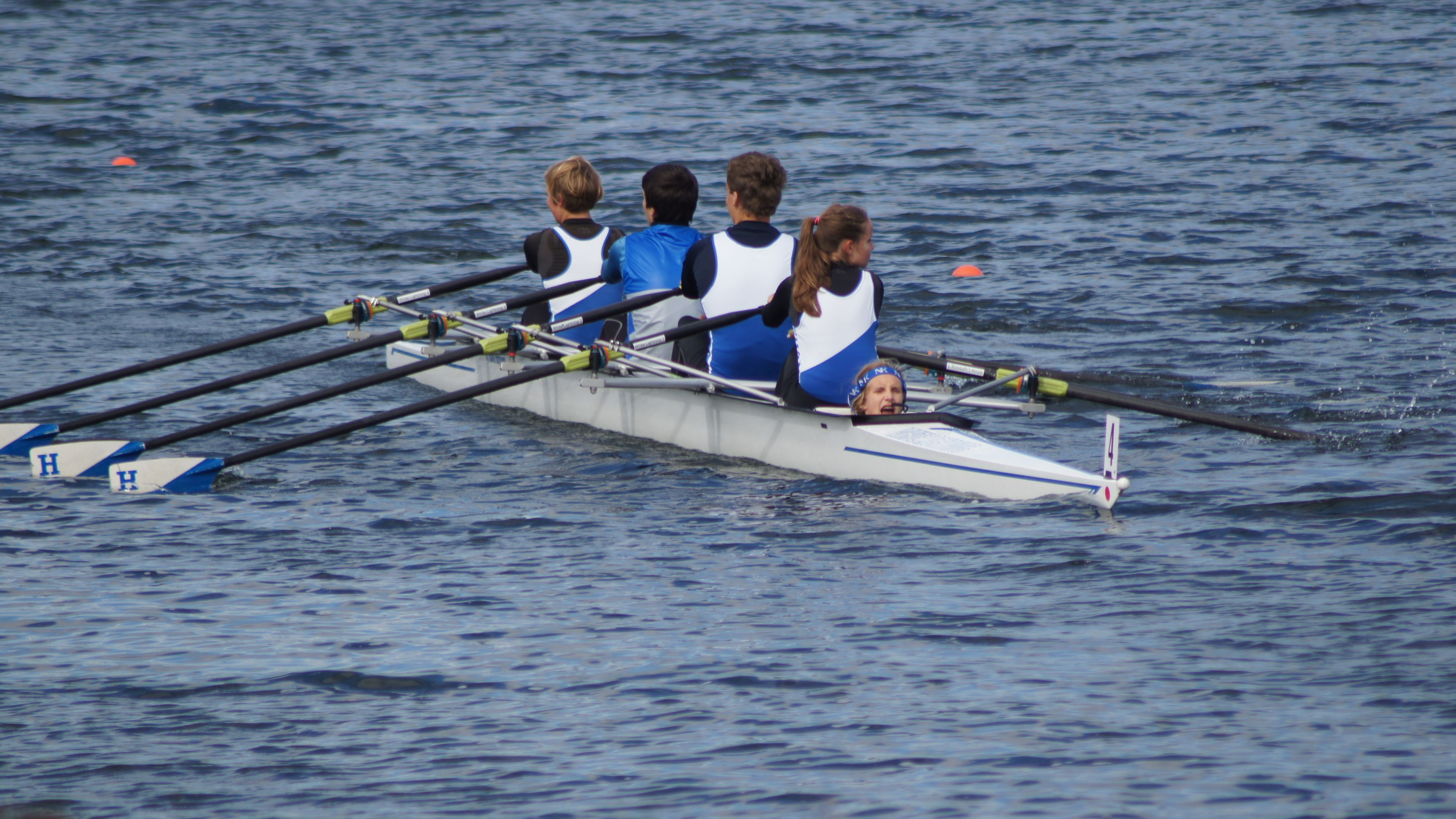
Doppelvierer mit Steuerfrau im Bug

Bei Ruderbooten gibt es zwei unterschiedliche Plätze für den Steuermann: Bei Gig-Booten und vielen älteren, meist aus Holz gefertigten Rennbooten sitzt der Steuermann im Heck des Bootes hinter der gesamten Mannschaft. Der Bereich vor dem Bug des Bootes ist deshalb für den Steuermann schwer einsehbar und wird deshalb vom im Bug sitzenden Sportler gelegentlich überwacht. Vorteilhaft an der Platzierung des Steuermanns im Heck ist dagegen der direkte Kontakt zur vor ihm sitzenden Mannschaft.
Im Rennrudern ist insbesondere im Zweier mit Steuermann und im Vierer mit Steuermann aus Gründen einer optimalen Gewichtsverteilung eine Platzierung des Steuermanns liegend im Bugkasten vorteilhaft. Dieser Umstand wurde in den 1950er Jahren von Georg von Opel entdeckt. Der Steuermann kann dann zwar den Bereich vor dem Ruderboot einsehen, er muss dafür aber ein gutes Gefühl für die Breite des Bootes samt Skulls oder Riemen haben. Mit einer Sprechanlage aus Mikrofon und Lautsprechern im Bootskörper, der sogenannten Cox-Box, kann der Steuermann auch aus dieser Position Anweisungen an die Ruderer geben, die er nicht sehen kann.
Im Achter ist der Einfluss der Platzierung des Steuermanns auf die Gewichtsverteilung wegen der Bootslänge von rund 17 Metern gering. Wegen der enormen Schwierigkeiten, einen Achter aus der Bugposition zu steuern, sowie aus Sicherheitsgründen wird der Steuermann im Achter meist im Heck platziert. Eine Cox-Box mit zwei bis vier Lautsprechern im Mannschaftsraum wird dennoch häufig eingesetzt, da die Ruderer im Bug den Steuermann sonst kaum hören können. Früher wurden im Achter Sprachrohre anstelle der elektrischen Cox-Box eingesetzt.

### Steuereinrichtungen
Sitzt der Steuermann im Heck, steuert er das Boot meist über ein Drahtseil, das beiderseits des Sitzes gespannt ist und zum Heck des Bootes führt, wo das Steuerruder befestigt ist. Liegt der Steuermann im Bug, ist die sog. Steuerleine durch den gesamten Bootskörper gezogen und am Heck überkreuzt. Im Bug ist ein Hebel angebracht, mit dem das Seil bewegt wird. Das Überkreuzen ist notwendig, damit das Hebelende immer in die Richtung weist, in die das Boot gerade fährt. Dies erleichtert das Steuern erheblich.

### Boote mit Steuermann
- Hochzeitseiner
- Zweier mit Steuermann
- Vierer mit Steuermann
- Achter

### Boote ohne Steuermann
In Booten ohne Steuermann ist einer der Ruderer der Bootsobmann und damit für die Sicherheit verantwortlich. Der im Bug sitzende Bugmann schaut sich regelmäßig um und gibt Anweisungen, in welche Richtung das Boot steuern soll. Die Richtungsänderung kann dann über ein Fußsteuer erfolgen, welches von einem der Ruderer mit dem Fuß bedient wird und an dessen Stemmbrett befestigt ist, oder durch das einseitige Überziehen der Ruderblätter. Boote ohne Steuermann sind:
- Einer (Skiff)
- Doppelzweier
- Zweier ohne Steuermann
- Doppelvierer und Vierer ohne Steuermann

## Kanusport

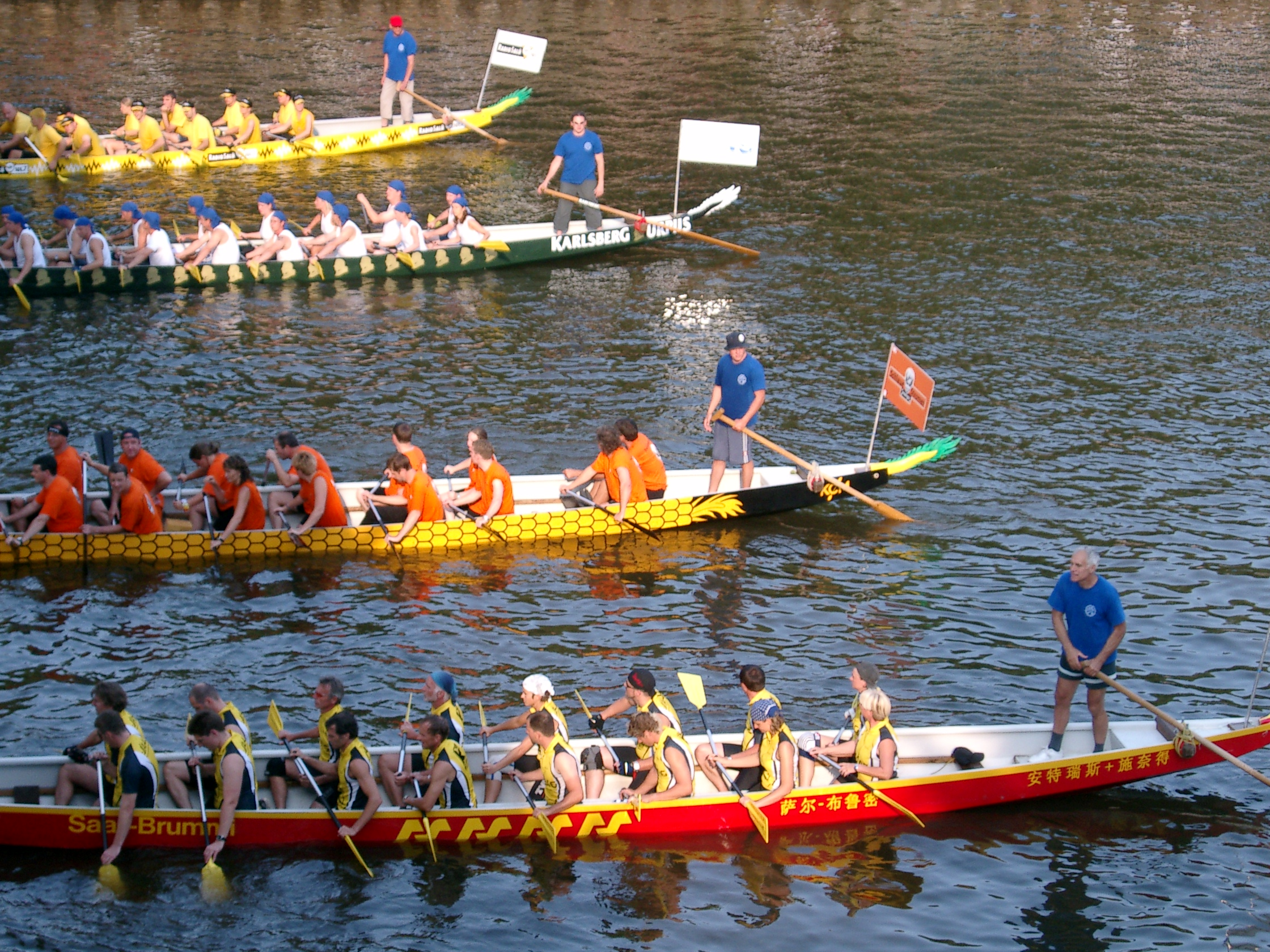
Steuerleute bei einem Drachenbootrennen

Im Achter-Canadier und im Drachenboot befindet sich der Steuermann stets im Heck. Das Steuern des Canadiers erfolgt mit einem Steuerpaddel. Drachenboote werden mit  einem ca. 3 m langen Steuerruder dirigiert, das an einem quer aus dem Boot herausragenden Steuerholm angebunden ist.